# Detroit Tigers

Cap Logo

Detroit Tigers is een Amerikaanse honkbalclub uit Detroit, Michigan. De club is opgericht in 1894.
De Tigers spelen hun wedstrijden in de Major League Baseball. De club komt uit in de Central Division van de American League. Het stadion van de Detroit Tigers heet Comerica Park. Ze hebben de World Series viermaal gewonnen: in 1935, 1945, 1968 en 1984.

## Erelijst
- Winnaar World Series (4×): 1935, 1945, 1968, 1984
- Runners-up World Series (7×): 1907, 1908, 1909, 1934, 1940, 2006, 2012
- Winnaar American League (11×): 1907, 1908, 1909, 1934, 1935, 1940, 1945, 1968, 1984, 2006, 2012
- Winnaar American League Central (4×): 2011, 2012, 2013, 2014
- Winnaar American League East (3×): 1972, 1984, 1987
- Winnaar American League Wild Card (1×): 2006